# Protaphorura pseudovanderdrifti
Protaphorura pseudovanderdrifti is een springstaartensoort uit de familie van de Onychiuridae. De wetenschappelijke naam van de soort is voor het eerst geldig gepubliceerd in 1957 door Gisin.